# 桑加河
桑加河（法語：Sangha Rivière）是非洲中部剛果河的支流，發源自中非共和國的西南部，流經225公里後成為喀麥隆與中非共和國、剛果的接壤邊境，接著向西南方流經362公里後注入剛果河。
桑加河的部分河道全年可讓船隻航行。
2012年，桑加河流域的桑加保护区被联合国教科文组织列入世界遗产名录。

## 外部連結
- 桑加河流域地圖